# Kool Savas goes Hollywood
Kool Savas goes Hollywood è il primo mixtape del rapper tedesco Kool Savas, pubblicato il 15 marzo del 2004.

## Tracce
1. DJ Suave – Intro – 1:06
2. Redman, Jadakiss & Kool Savas – The Set Up – 3:52
3. Jay-Z & Kool Savas – Stop! – 2:03
4. Lumidee – Crashin' a Party (feat. Kool Savas) (Dirty RMX) – 2:32
5. 50 Cent & Kool Savas – Stunt 101 – 2:29
6. Fat Joe & Kool Savas – Girl, I'm a Bad Boy – 3:47
7. Loon – Down for me (feat. Mario Winans & Kool Savas) – 3:05
8. Fat Joe & Kool Savas – We Thuggin – 3:32
9. Pharrell – Frontin (feat. Jay-Z & Kool Savas) – 3:09
10. Christina Aguilera & Kool Savas – Can't hold us down – 3:11
11. Loon – How you want that (feat. Kelis & Kool Savas) – 3:19
12. Eve & Kool Savas – You, Me & She – 2:21
13. Jay-Z – Fiesta (feat. R.Kelly & Kool Savas) – 3:40
14. Juelz Santana & Kool Savas – Wherever I go – 3:51
15. 50 Cent & Kool Savas – P.I.M.P. – 2:29
16. Lumidee & Kool Savas – One for Lumi – 2:50
17. Marques Houston – Clubbin (feat. Joe Budden & Kool Savas) – 3:11
18. Lumidee – Something like... (feat. Ted Smooth & Kool Savas) – 3:39
19. Missy Elliot – Keep it movin (feat. Elephant Man & Kool Savas) – 2:46
20. Ludacris & Kool Savas – Move Bitch – 3:40
21. Cassidy – Hotel (feat. R.Kelly, Kool Savas & Azad) – 3:47
22. Raekwon & Kool Savas – The Hood – 3:12
23. Isley Bros – Busted (feat. JS & Kool Savas) – 4:01
24. DJ Suave – Outro – 0:50